# Bolboceras caesum
Bolboceras caesum är en skalbaggsart som beskrevs av Johann Christoph Friedrich Klug 1843. Bolboceras caesum ingår i släktet Bolboceras och familjen Bolboceratidae. Inga underarter finns listade.